# Creedita
La creedita és un mineral de la classe dels halurs. Rep el seu nom de l'indret on va ser descoberta, la ciutat de Creede a Colorado.

## Característiques
La creedita és un halur de fórmula química Ca₃Al₂(SO₄)(OH)₂F₈(H₂O)₂. Cristal·litza en el sistema monoclínic. Els cristalls són prismàtics [001], la seva forma varia de forma d'espasa a acicular. típicament amb {110}, {111},{111} i {001}, de fins a 8 cm; també apareix en forma d'agregats radiants, drusos o granulars. La seva duresa a l'escala de Mohs és 4.
Segons la classificació de Nickel-Strunz, la creedita pertany a «03.CG - Halurs complexos, aluminofluorurs amb CO₃, SO₄, PO₄» juntament amb els següents minerals: stenonita, chukhrovita-(Ce), chukhrovita-(Y), meniaylovita, chukhrovita-(Nd), bøggildita i thermessaïta.

## Formació i jaciments
La creedita és un mineral poc comú que apareix en dipòsits hidrotermals rics en fluorita. A més de l'indret on va ser descoberta a Colorado, també ha estat trobada als estats nord-americans d'Arizona, Califòrnia, Nevada i Nou Mèxic juntament amb altres indrets d'Austràlia, Bolívia, França, Grècia, Itàlia, el Kazakhstan, Mèxic, el Tajikistan i la Xina.
Sol trobar-se associada amb altres minerals com: fluorita, barita i kaolinita.